# Grenzstein am Kuiseb
Der Grenzstein am Kuiseb (englisch Boundary Post at Kuiseb River) ist ein Grenzstein am Kuiseb bei Walvis Bay in der Region Erongo in Namibia. Dieser ist seit dem 1. Mai 1967 ein Nationales Denkmal Namibias.
1958 wurde der Grenzstein vom Denkmalamt etwa 500 Meter von seiner ursprünglichen Position versetzt und eingezäunt. Ursprünglich wurde der Grenzstein 1885 vom Landvermesser PBS Wrey auf Geheiß der britischen Regierung errichtet. Er diente als Grenzstein zur Trennung der deutschen von den britischen Gebieten.
Die Grenze verlief durch das Haus von Heinrich Scheppmann, der in Rooibank zwischen 1845 und 1847 als Missionar tätig war. An ihn erinnert ein Gedenkstein sowie eine Kirche im umgangssprachlich als Scheppmannsdorf bekannten Gebiet.